# Cotinus
Скумпія, рай-дерево (Cotinus) — рід листопадних рослин, чагарників або дерев родини сумахових. Ареал роду — Євразія та схід Північної Америки. Скумпію вирощують як садову декоративну рослину, а також як сировину для отримання жовтої фарби.
Представники роду — листопадні рослини; чагарники, що виростають до 2-5 м, або невисокі дерева висотою до 12 м.
Листя прості, чергові, цілісні, сизі.
Квітки дрібні, жовтувато-білуваті або зеленуваті, двостатеві і тичинкові, в пухких кінцевих волотях з численними недорозвиненими квітками на подовжених квітконіжках, покритих довгими відстовбурченими червоними або зеленими волосками. Восени ці квітконіжки розростаються, надаючи рослині декоративний вигляд.